# Удська губа
У́дська губа́ (рос. У́дская губа́) — затока Охотського моря біля узбережжя Хабаровського краю Російської Федерації. Вхідні миси — Великий Дуганджа і Маджалінда. Довжина — близько 100 км, ширина понад 83 км. Названа за річкою Удою, що впадає в затоку.
Береги переважно низькі. До південного берега підходять відроги гір, що знаходяться у глибині материка. У затоку впадає багато річок, найбільші з них — Уда, Тил, Тором, Ал, що ріжуть південний берег губи. Річки північно-західного берега хоча і численні, проте невеликі. Всі річки течуть долинами, вкритими густим лісом. Вони виносять у море багато вирваних з корінням дерев, які часто зустрічаються в затоці.
До затоки ведуть два входи: східний та північний. Східний вхід розташований на південь від острова Феклістова, північний — на захід від нього. Найбільші глибини посередині північного входу — 36 м, а у східному вході не перевищують 30 м. Посередині губи глибини становлять 25—30 м.
Припливи нерегулярні, півдобові. У період з жовтня до червня затока вкрита кригою. Біля входу в губу знаходяться Шантарські острови. У затоці розташований порт Чумікан.